# Ховерборд

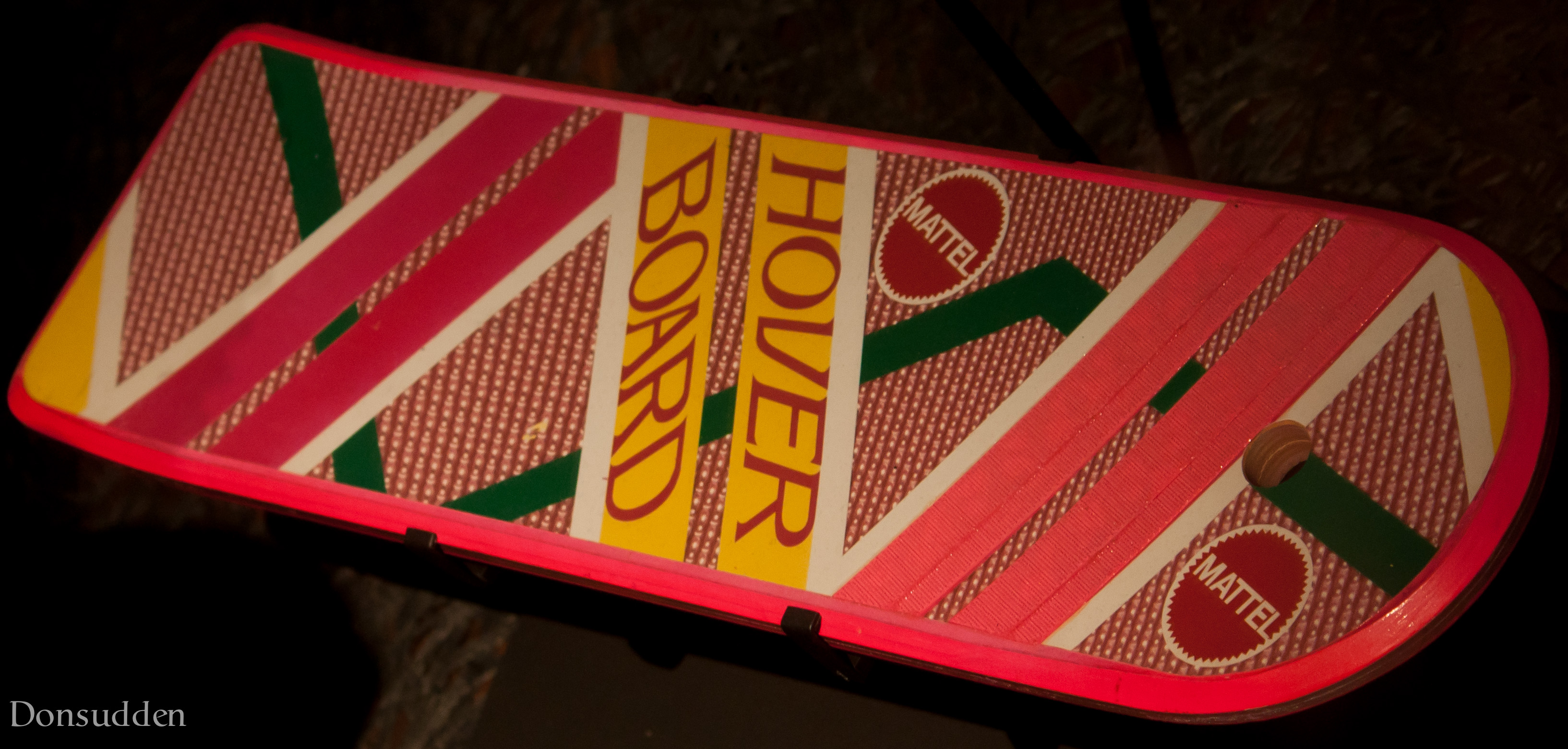
Ховерборд Марти Макфлая из фильма «Назад в будущее».

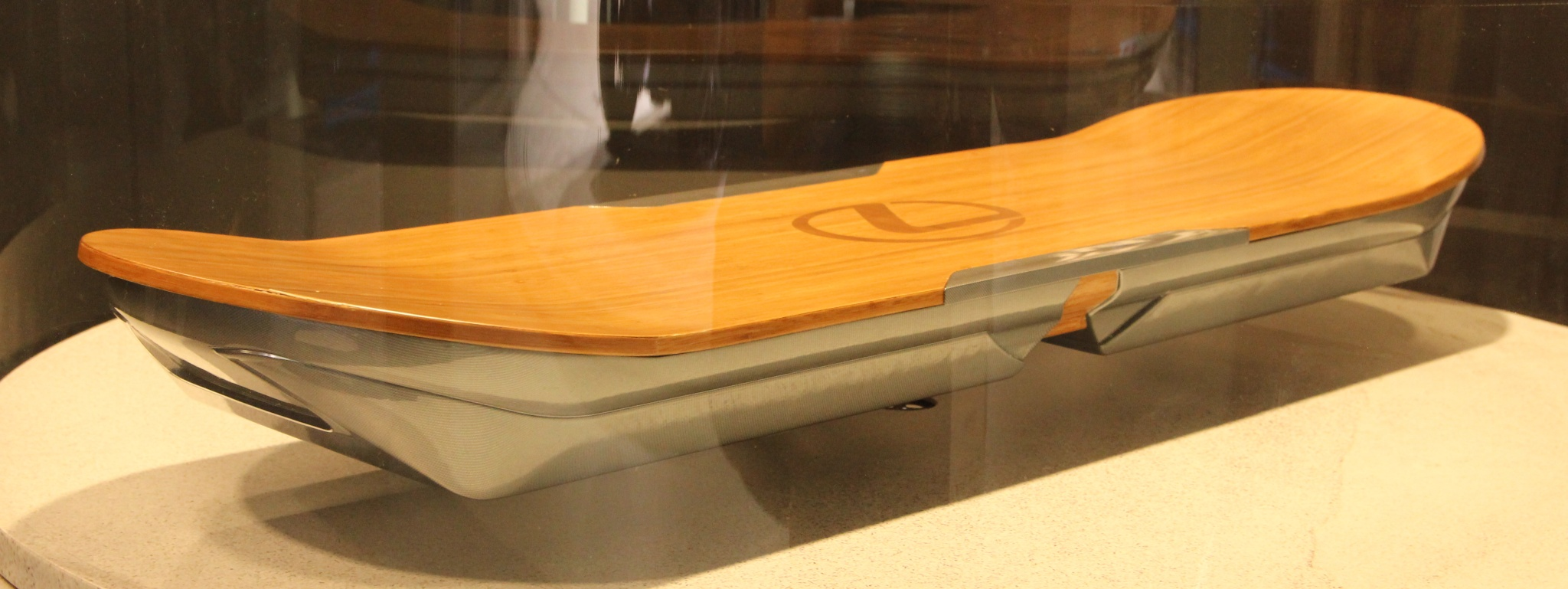
Ховерборд, разработанный компанией Lexus в 2015 году. Используются в специальном скейтпарке в Испании.

Ховербо́рд (англ. Hoverboard, в официальном дубляже трилогии «Назад в будущее» Скейтолёт) — вымышленное устройство, напоминающее скейтборд, у которого вместо колёс два антигравитатора. Может парить на высоте около семи сантиметров над землёй. Сюжетный элемент фильмов «Назад в будущее 2» и «Назад в будущее 3», а также одноимённых игры и мультсериала. В середине 2010-х рабочие прототипы ховерборда были реально воплощены в жизнь.
В Великобритании, Германии и во Франции слово вошло в разговорный обиход для обозначения гироскутеров.

## Описание
В интервью о съёмках второй части режиссёр Роберт Земекис так описал ховерборд:

Ховерборд — это доска, которая парит при помощи магнитного поля. Он работает как скейтборд, только без колёс, и для работы ему не нужно дорожное покрытие. Их изобрели уже несколько лет назад, просто родители не позволяют начать их массовое производство. Нам удалось раздобыть несколько штук и использовать их в фильме.
Оригинальный текст (англ.)The hoverboard is a board that hovers on magnetic energy. It works just like a skateboard except there are no wheels and you don't have to have any pavement to hover on. They've been around for years but parents groups have not let the toy manufactures make them. We got our hands on some, and we put them in the movie. 
Конечно, позже ему «пришлось» сказать, что он пошутил, однако сразу после этого компания Mattel, чей логотип был нанесён на доску Марти, была буквально завалена звонками с вопросами, когда же начнётся их серийное производство.

## Ховерборд в культуре

### В кино
- Назад в будущее 2 (1989). Марти МакФлай ездит на ховерборде, спасаясь от Гриффа Таннена и его друзей, а в конце фильма с помощью ховерборда отбирает спортивный альманах у Биффа Таннена.
- Назад в будущее 3 (1990). Марти МакФлай помогает доктору Брауну и Кларе Клейтон спастись с паровоза, двигающегося со скоростью около 140 км/ч, бросив Доку ховерборд.
- Шоу Али Джи. В одном из эпизодов Али Джи встречается с институциональными инвесторами и предлагает начать торговать ховербордами (которые на самом деле были просто скейтбордами без колёс).
- Doom runners (1997). В этом фильме были парусные ховерборды.
- Спорт будущего (1998). Спортсмены пользуются ховербордами.
- Кайл XY (2009). В эпизоде «Добро пожаловать в Латнок» Кайл делает ховерборд, чтобы выиграть $ 50 000 и заплатить за лечение Николь Трэгер, необходимое в результате того, что случилось в предыдущем эпизоде «Жизнеобеспечение».
- Человек-паук 3: Враг в отражении (2007). Гарри Озборн под именем Новый Гоблин использует ховерборд, называемый Небесной Палкой (англ. Sky Stick)
- Повелители вселенной (1987). Многие главные герои используют ховерборд в форме диска, называемый небесными санями.
- В сериале «Могучие Рейнджеры: Ниндзя Сталь» на ховерборде ездит розовый Рейнджер Сара.

### В играх
- Back to the Future: The Game (2011). Марти МакФлай с помощью ховерборда переключает управление угнанной Эдной Стрикленд машиной времени на машину времени Дока и возвращает её в её время.
- AirBlade[англ.] (2001).
- Air Boarder 64[англ.](1998).
- Anarchy Online (2001).
- Cartoon Network Universe: FusionFall[англ.] (2009).
- Conker’s Bad Fur Day (2001).
- EyeToy: AntiGrav[англ.] (2004).
- Final Fantasy VIII (1999).
- Fortnite (2017). Эксклюзив оригинального режима Save the World; был добавлен в одном из обновлений.
- Garry's Mod (2005).
- Hoverboard ASDF[англ.] (2005)
- Jak 3 (2004).
- Jak II (2003).
- Jazz Jackrabbit 2 (1998).
- Jazz Jackrabbit (1994—2002).
- Jetpack Joyride (2011).
- Just Cause 4 (2018).
- Kid Chameleon[англ.] (1992).
- Mega Man (1987—2010).
- Phantasy Star Universe[англ.] (2006).
- Psybadek[англ.] (1998).
- Quake 3 Arena(1999).
- Ratchet & Clank (2002—2009).
- Rocket Power: Beach Bandits[англ.] (2002).
- SmallWorlds[англ.] (2008)
- Sonic Riders (2006), Sonic Riders: Zero Gravity (2008), Sonic Free Riders (2010).
- Streak: Hoverboard Racing
- Street Trace NYC[англ.] (2007).
- Subway Surfers (2012)
- Terraria (2011)
- The Urbz: Sims in the City (2004).
- There[англ.] (2003)
- Tony Hawk’s Pro Skater 2 (2000).
- Tony Hawk’s Pro Skater 3 (2001).
- Tony Hawk's Underground (2003).
- TrickStyle[англ.] (1999).
- Unreal Tournament 3 (2007).
- WarioWare, Inc.: Mega Microgames![англ.] (2003).
- Розовая Пантера: Право на риск.

### В мультипликации
- Бен 10 (2005—2010).
- Дак Доджерс (2003—2006).
- Назад в будущее (1991—1992). Марти ездит на ховерборде в заставке и в сериях «Dickens of a Christmas» и «Witchcraft».
- Планета сокровищ (2002). Джим Хокинс катается на сёрфе с солнечным парусом.
- Приключения Джимми Нейтрона (2002—2006).
- Трансформеры (1986).
- Футурама (1999—2013). В серии Kif Gets Knocked Up a Notch на ховербордоподобном устройстве ездит Эми Вонг. Также он появляется в эпизоде «смертельный звезд» серии «The Cryonic Woman» и некоторых других местах.
- Черепашки-ниндзя.
- Чудеса на виражах (1990—1991).
- Код Лиоко (2003—2007).
- Eureka 7 (2005—2006).
- Флэш Гордон[англ.] (1996).
- Freefonix[англ.] (2008).
- Get Ed[англ.] (2005—2006).
- ReBoot (1994—2001).
- Непобедимые Скайеры[англ.] (1996—1997).
- Sonic X (2003—2004).
- Sonic Underground (1999—2000).
- Статический шок (2000—2004).
- Невероятные приключения Джонни Квеста[англ.] (1996—1997).
- Громокошки[англ.] (1985—1990).
- Зойды[англ.] (1999—2000).

### В литературе
- Дневник слабака: Последняя капля[англ.] (2009). Грег Хеффли упоминает, что у него нет денег на закуску, так как он заказал несколько продуктов из его комиксов, одним из которых является ховерборд (на самом деле Грег застрял на первом шаге: приобретение турбинного двигателя промышленного уровня).
- Серия «Уродина» (2005—2007).

## В реальной жизни

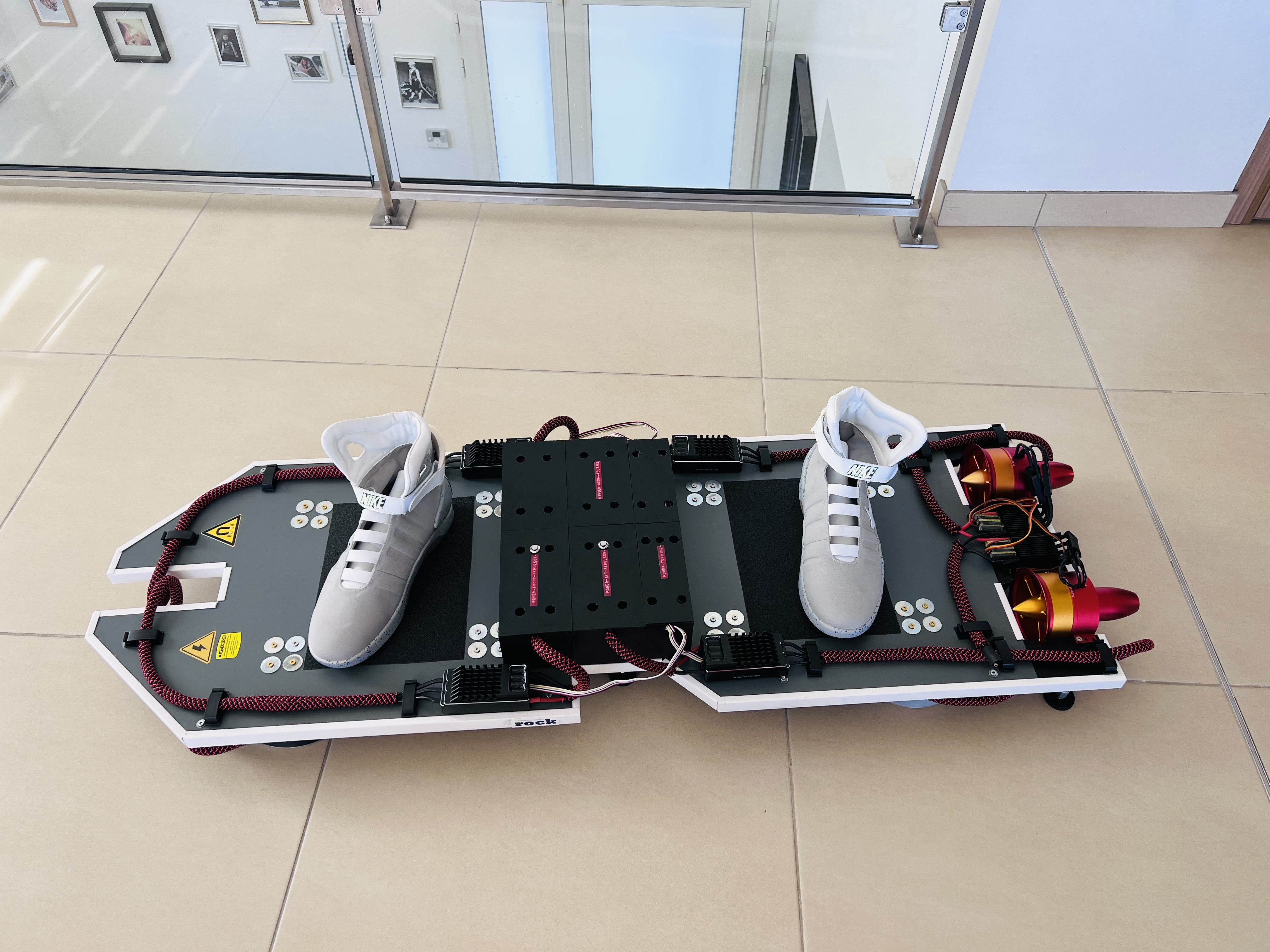
Ховерборд DOLATA Damien hoverboard «La Ripulse».

Попытки создать ховерборд предпринимались много раз.
Ходили слухи, что изобретение Дина Кеймена, имеющее кодовое название «Джинджер», которое он сделал в 2001 году — это транспортное устройство, напоминающее ховерборд. На самом деле «Джинджер» оказался сегвеем, электрическим самобалансирующимся двухколёсным транспортным средством.
В 2004 году Джейми Хайнеман и его команда построили импровизированное судно на воздушной подушке для «Разрушителей легенд», назвав его «ховерборд Хайнемана». Он был сделан из доски для сёрфинга и насоса для уборки листьев. Однако ховерборд Джейми оказался не очень эффективным.
В 2005 году Джейсон Брэдбери создал «ховерборд» для шоу Gadget Show, используя деревянную доску, которая летала с помощью насоса для уборки листьев. Созданное устройство не было самоходным, и им нельзя было управлять. В 2009 году была сделана вторая, самоходная версия, которая управлялась небольшим реактивным двигателем (а не воздушным винтом, как аэроглиссер), а также содержала 2 (более мощных) насоса для уборки листьев.
В 2010 году Энджи Гринап, Марк Хоровиц и Чад Зденек сделали ещё один «ховерборд» для шоу It’s Effin' Science из деревянной доски и насоса для уборки листьев.
Дизайнер Нилс Гуэдагнин (Nils Guadagnin) создал ховерборд, который использует силу магнитного отталкивания, но не может нести нагрузку. Доска была установлена над специальным подиумом, в который встроены электромагниты и лазерная система позиционирования, удерживающие доску в неподвижном положении.
В октябре 2011 года в Парижском университете VII имени Дени Дидро на выставке Fête de la science 2011 был представлен MagSurf, устройство на основе сверхпроводника, которое левитирует в 3 см над магнитными рельсами и может нести до 100 кг. В устройстве используется эффект Мейснера.
В 2014 году американский спортсмен-экстремал, изобретатель Фрэнки Сапата создал Flyboard — свой прототип летающей доски, которая перемещается над поверхностью воды. Его версия ховерборда приводится в движение за счёт мощного напора воды, поступающего от гидроцикла, и может управляться как в одиночку, так и вдвоём. Напор разгоняет ховерборд до 24 узлов (43 километра в час) и поднимает на высоту до 6 метров над водой.
Flyboard Air этого же изобретателя парит в воздухе благодаря четырём реактивным двигателям, каждый из которых обладает мощностью в 250 лошадиных сил. Запас топлива (в данном случае — керосина) хранится в баке, который закрепляется ремнями на спине пилота. Управляется ховерборд при помощи пульта дистанционного управления, вложенного в руку пилота, а также с помощью наклона платформы ногами. Удержать всю систему в равновесии помогает автоматическая система из нескольких гироскопов, работающая от встроенных аккумуляторов. Снизу к платформе прикреплены четыре стойки, на которые совершается посадка на твёрдую поверхность, а сверху в неё вмонтированы удобные ботинки, в которые пилот просовывает свои ноги.
В марте 2014 году компания HUVr Tech запустила в интернет вирусный ролик с рекламой якобы произведённых прототипов ховерборда из фильма 1985 года. По достижении критического числа желающих приобрести или ознакомиться с их разработкой команде пришлось опубликовать сообщение о том, что это было шуткой.
В 2014 же году появились сообщения о стартапе Hendo, который представил работающий прототип и собирает деньги на дальнейшую разработку.
В 2015 году Lexus, подразделение автомобильного гиганта Toyota, анонсировал свою версию ховерборда под названием Lexus Hoverboard. Однако кататься на нём можно только по специальной поверхности.
5 августа 2015 года Lexus представил видео создания прототипа ховерборда и его тестирования. В разработке использовался принцип квантовой левитации.
Компания Arx Pax, разработчик ховерборда Hendo, выпустила пресс-релиз о выпуске следующего поколения своего изделия. Обещают большую автономность и более мощные двигатели.
24 декабря 2015 года американская компания ARCA Space Corporation представила ArcaBoard, оснащённый 36 винтами и способный удерживаться в воздухе до 6 минут и нести массу до 110 кг.
22 марта 2023 года француз по имени Дамьен Долата представил на YouTube первую рабочую версию ховерборда под названием Ripulse. В настоящее время этот ховерборд способен поддерживать в воздухе человека весом до около 30 кг. Он состоит из 4 магниторотационных репульсоров, создающих вихревой ток Фуко в проводящей почве.